# 쿠안자술주

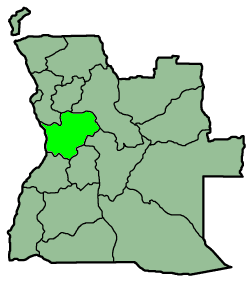
쿠안자술 주의 위치

쿠안자술주(포르투갈어: Província do Cuanza Sul)는 앙골라의 중서부에 있는 주이다. 주도는 숨브이며 면적은 55,660km2, 인구는 약 600,000명이다.